# Mikhaïl Degtiariov
Mikhaïl Vladimirovitch Degtiariov (en russe : Михаи́л Влади́мирович Дегтярёв), né le 10 juillet 1981 à Kouïbychev (oblast de Samara, RSFSR, URSS) est un homme d'État et une personnalité politique russe. Il est gouverneur du kraï de Khabarovsk depuis 2021,, et membre du Conseil d'État de la fédération de Russie depuis 2021. Il est candidat ès sciences juridiques depuis 2020.
Entre 2011 et 2020, il a été député à la Douma d'État, président de la commission de la douma d'État pour la culture physique, les sports, le tourisme et la jeunesse de 2016 à 2020 et vice-président du Comité de la Douma d'État pour la science et la technologie de 2011 à 2016. Il a été candidat au poste de maire de Moscou aux élections de 2013 et 2018.

## Biographie

### Études
En 1998, Degtiariov est diplômé du lycée aérospatial international de Samara. En 2004, il est diplômé de l'université aérospatiale d'État de Samara, faculté des moteurs d'avion (spécialité « ingénieur »), et il a également reçu un spécial « manager » dans le même lycée de la Faculté d'économie et de gestion en 2005.

### Carrière politique
En septembre 2003, Degtiariov rejoint le parti Russie unie. Puis en 2004, en tant qu'indépendant, il a été élu député à la Douma de la ville de Samara. En 2005, il a quitté Russie Unie et a rejoint le LDPR de Russie.
En 2007, il a été élu à la Douma du gouvernement de Samara sous l'étiquette du LDPR. 
Le 4 décembre 2011, Degtiariov a été élu à la Douma d'État à la VIe législature sur la liste du LDPR de l'oblast de Samara. Il a travaillé comme vice-président du Comité de la Douma d'État pour la science et la haute technologie.
Le 25 mars 2013, il a été élu membre du Conseil suprême du LDPR.
Le 2 mars 2016, Vladimir Jirinovski a qualifié Degtiariov de candidat possible au poste de président de la Russie du LDPR aux élections de 2018. 

### Élections à la mairie de Moscou

#### 2013
En juin 2013, le Parti libéral-démocrate a nommé Degtiariov comme candidat du parti à la mairie de Moscou. Degtiariov a reçu 66 232 voix (2,86 %), terminant cinquième. 

#### 2018
Le 20 juin 2018, Degtiariov a de nouveau été nommé candidat à la mairie de Moscou. Vladimir Jirinovski, s'adressant aux participants à la conférence de la branche moscovite du Parti libéral-démocrate, a déclaré : « Notre candidat est Mikhaïl Degtiariov, député à la Douma d'État. Homme instruit, diplômé de plusieurs universités, maître de sport en escrime, père avec de nombreux enfants - il a trois fils. Écrivez un livre. Il ira aux élections du maire de Moscou pour la deuxième fois, il a beaucoup d'expérience. Ainsi, nous avons nommé un candidat du LDPR, qui répond dans les délais les plus exigeants, nous l'aiderons tous, moi y compris." Il a terminé quatrième avec 151 642 voix (6,72 %).

### Gouverneur du kraï de Khabarovsk
Le 20 juillet 2020, le président russe Vladimir Poutine a nommé Degtiariov gouverneur par intérim du kraï de Khabarovsk, après l'arrestation du gouverneur Sergueï Fourgal,. Le 21 juillet 2020, Degtiariov a été présenté au gouvernement du kraï de Khabarovsk.
En tant que gouverneur par intérim, Degtiariov a adopté une position dure à l'égard des manifestants, refusant de sortir vers eux sous prétexte qu'« en général, il y a quelque chose à faire pour un leader que de sortir et de communiquer avec ceux qui crient sous les fenêtres », et déclarant également qu'il ne considère pas son approche envers les manifestants comme un « format correct » pour communiquer avec les gens. Degtiariov s'est manifesté pour la première fois auprès des manifestants une semaine après sa nomination, le 26 juillet. Par la suite, Degtiariov a déclaré à plusieurs reprises que les manifestations spontanées étaient initialement menées par des provocateurs,.
Le 18 août 2020, Mikhaïl Degtiariov a annoncé la création du Conseil populaire et a invité les habitants protestataires du kraï de Khabarovsk à le rejoindre.
Après sa nomination, le nouveau gouverneur par intérim a déclaré que l’équipe de son prédécesseur continuerait à travailler. Le mois suivant, Degtiariov s'est plaint du sabotage des ministres de Khabarovsk et a également remplacé deux vice-premiers ministres, un conseiller du gouverneur et le ministre de la Santé,,.
Le 19 juin 2021, Degtiariov a été nommé candidat à l'élection du gouverneur du kraï de Khabarovsk. Le 19 septembre 2021, Degtiariov a remporté l'élection du gouverneur du kraï de Khabarovsk. Aux élections, 56,81 % des électeurs ont voté pour lui. Le 24 septembre 2021, Degtiariov a pris ses fonctions de gouverneur du kraï de Khabarovsk.
Le 15 novembre 2021, par décret du président de la fédération de Russie, Mikhaïl Degtiariov a été inscrit au Conseil d'État de la fédération de Russie.
En septembre 2022, il a déclaré qu’il aimerait se rendre en Ukraine en tant que volontaire, mais qu’il ne le pouvait pas en raison de ses fonctions de gouverneur. Le 10 septembre 2022, une pétition a été créée sur change.org pour destituer Degtiariov du poste de gouverneur et l'envoyer combattre dans le Donbass en lien avec sa déclaration selon laquelle il aimerait, mais ne peut pas. Dans la semaine qui a suivi la création de la pétition, 40 299 personnes l'ont signée.

## Initiatives
- En juin 2012, Degtiariov a élaboré un projet de loi visant à fournir un capital maternité fédéral pour la naissance ou l'adoption d'un enfant au premier (et pas seulement au second, comme c'est le cas actuellement)[24].
- Le 9 décembre 2012, Degtiariov a présenté à la Douma d'État un projet de loi visant à supprimer le gouvernement local dans les villes et à les transformer en « mégalopoles ». Selon l'initiative de Degtiariov, seuls les députés des conseils de district des mégalopoles pourraient être sélectionnés aux élections générales, ce qui entraînerait une réduction de la taille des circonscriptions uninominales et améliorerait l'interaction avec les électeurs. Selon le député, au lieu de maires, les mégapoles doivent être dirigées par des vice-gouverneurs qui s'occupent exclusivement de l'activité économique, plutôt que d'entrer en conflit avec les dirigeants des régions, ce qui s'est souvent produit dans l'histoire politique de la Russie[25].
- Le 11 février 2013, Degtiariov a préparé un projet de loi fédérale sur le Wi-Fi gratuit sur le territoire des universités pour les étudiants, les enseignants et le personnel universitaire[26].
- En mai 2013, Degtiariov a proposé d'interdire le stockage et le chiffre d'affaires en dollars américains en Russie en préparant le projet de loi correspondant[27]. La nécessité d'interdire les dollars américains, a-t-il expliqué, est le souci des économies russes. Selon le projet de loi, après deux ans, les autorités compétentes, dès la détection de la monnaie américaine, la confisqueront au profit du budget fédéral. En novembre de la même année, Degtiariov a de nouveau soulevé la question de l'interdiction de la marche des dollars[28].
- Le 16 juillet 2016, Degtiariov a présenté à la Douma un projet de loi sur le changement de couleur des rayures du drapeau national. Au lieu du statut officiel tricolore blanc-bleu-rouge, il a été proposé d'attribuer le drapeau noir-jaune-blanc de l' Empire russe. "Sous le drapeau impérial, nous avons remporté une brillante victoire, il est capable aujourd'hui d'unir tous les citoyens de la Russie", a-t-il déclaré au journal Izvestia[29].

## Sanctions
Pour avoir porté atteinte à l'intégrité territoriale de l'Ukraine, Degtiariov a été inscrit sur la liste des sanctions de l'Union européenne, du Canada et du Royaume-Uni en 2014, et sur la liste des sanctions de la Nouvelle-Zélande en 2022,,,. En 2018, il a été sanctionné par l'Ukraine et par l'Australie en 2020,. 
En réponse à l'invasion russe de l'Ukraine, l'Office of Foreign Assets Control du département du Trésor des États-Unis a ajouté Degtiariov à la SDN list le 24 février 2023 pour son implication dans « la mise en œuvre des opérations et de l'agression russes contre l'Ukraine, l'administration illégale des territoires ukrainiens occupés dans l'intérêt de la fédération de Russie » et « l'appel des citoyens russes à combattre dans la guerre ». Cela a pour conséquence le gel de ses avoirs et l'interdiction aux personnes américaines de traiter avec lui. Pour des raisons similaires, il a été sanctionné par la Nouvelle-Zélande et la Suisse en 2022.